# Virgilio Caballero Pedraza
Virgilio Dante Caballero Pedraza (Tampico, Tamaulipas; 24 de febrero de 1942-Ciudad de México; 25 de marzo de 2019) fue un profesor normalista, maestro en ciencias de la comunicación, antropólogo y periodista mexicano.

## Trayectoria en medios
Creador, impulsor y colaborador de radios y televisoras de servicio público: Canal Once, Canal 13 de Imevisión, Radio y Televisión de Sonora, Sistema Quintanarroense de Comunicación Social, Instituto Oaxaqueño de Radio y Televisión, CNI Canal 40, Canal del Congreso, Canal de la Universidad de Guadalajara, Radio UAM, Capital 21.
Asesor de la UNESCO en temas de radio y televisión en América Latina. Condujo la exitosa serie Realidades en CNI Canal 40 entre otras.
Dirigió y presentó series culturales televisivas en TV UNAM y OPMA 130 de Cable, además de ser comentarista del programa "Hablando claro" de Rubén Luengas que se transmite en Estados Unidos.

## Trayectoria política
Participó como candidato externo del partido Morena en las elecciones intermedias de 2015 ganando la elección como diputado federal por el distrito III electoral, en Azcapotzalco. Fue vicecoordinador de la bancada de Morena en la LXIII Legislatura. En 2018 contiende como candidato de Morena para diputado local de la Ciudad de México por el distrito 5 Azcapotzalco-Miguel Hidalgo, ganando la elección. Es así que formó parte de la I Legislatura del Congreso de la Ciudad de México.

## Premios y reconocimientos
- En el Parque de los Periodistas Ilustres del Distrito Federal Venustiano Carranza, existe erigido su busto en bronce, creación del escultor Pedro Ramírez Ponzanelli.[5]
- Premio y Homenaje Nacional de Periodismo Cultural Fernando Benítez, otorgado por la Feria Internacional del Libro de Guadalajara FIL (2014).[6]